# Ryōtarō Tsunoda
Ryōtarō Tsunoda (jap. 角田 涼太朗, Tsunoda Ryōtarō; * 27. Juni 1999 in der Präfektur Saitama) ist ein japanischer Fußballspieler.

## Karriere

### Verein
Ryōtarō Tsunoda erlernte das Fußballspielen in der Jugendmannschaft der Urawa Red Diamonds, der Schulmannschaft der Maebashi Ikuei High School sowie in der Universitätsmannschaft der Universität Tsukuba. Seit Oktober 2020 ist er von der Universität an die Yokohama F. Marinos ausgeliehen. Der Verein aus Yokohama spielte in der ersten Liga des Landes, der J1 League. Sein Erstligadebüt gab er am 10. Oktober 2020 im Heimspiel gegen Ōita Trinita. Hier wurde er in der 83. Minute für den thailändischen Nationalspieler Theerathon Bunmathan eingewechselt. Am 12. Juli 2021 wurde Ryōtarō Tsunoda von den Marinos fest unter Vertrag genommen. Am Ende der Saison 2022 feierte er mit den Marinos die japanische Meisterschaft. Am 11. Februar 2023 gewann er mit den Marinos den Supercup. Das Spiel gegen den Pokalsieger Ventforet Kofu wurde mit 2:1 gewonnen. Am Ende der Saison 2023 feierte er mit den Marinos die Vizemeisterschaft.

### Nationalmannschaft
Ryotaro Tsunoda spielte 2019 zweimal in der japanischen U20-Nationalmannschaft.

## Erfolge
Yokohama F. Marinos
- Japanischer Meister: 2022
- Japanischer Vizemeister: 2023
- Japanischer Supercup-Sieger: 2023